# Чугуївська волость
Чугуївська волость — адміністративно-територіальна одиниця Зміївського повіту Харківської губернії.

Найбільші поселення волості станом на 1914 рік:
- село Кам'яна Яруга — 3713 мешканців.
- село Старопокровське — 1624 мешканці.
- село Новопокровське — 2555 мешканців.

Старшиної волості був Лаптев Микита Ілларіонович, волосним писарем — Костяний Трофим Микитович, головою волосного суду — Пирожків Семен Іванович.